# Glk
Glk es una API para software con interfaz de usuario basada en texto, creada por Andrew Plotkin. Glk no es un lenguaje de programación, ni tampoco una máquina virtual; solo define un mecanismo abstracto para manipular entrada y salida de un software.
Glulx es una máquina virtual que usa Glk y está diseñado para la creación de una aventura conversacional. 